# Ткаченко Мусій Михайлович
Мусій (Мойсей) Михайлович Ткаченко (1899, місто Шпола, тепер Черкаської області — 4 лютого 1985, місто Шпола Черкаської області) — український радянський діяч, голова Шполянського райвиконкому Київської (Черкаської) області. Герой Соціалістичної Праці (30.04.1951). Член Центрального Виконавчого Комітету СРСР.

## Біографія
Народився в родині робітника. Трудову діяльність розпочав у 1916 році робітником Шполянського цукрового заводу на Черкащині. У 1920-х роках служив у продовольчому загоні.
Член ВКП(б) з 1925 року.
З 1930 року — голова Матусівської сільської ради на Черкащині; голова колгоспу імені Леніна в селі Сигнаївці Шполянського району Київської області.
У 1936—1941 роках — голова виконавчого комітету Шполянської районної ради депутатів трудящих Київської області.
Під час німецько-радянської війни був евакуйований в східні райони СРСР, працював на господарській роботі в Саратовській області РРФСР.
У 1944—1957 роках — голова виконавчого комітету Шполянської районної ради депутатів трудящих Київської (з 1954 року — Черкаської) області.
З 1957 року — персональний пенсіонер союзного значення в місті Шполі Черкаської області.

## Нагороди
- Герой Соціалістичної Праці (30.04.1951)
- орден Леніна (30.04.1951)
- два ордени Трудового Червоного Прапора (7.02.1939, 23.01.1948)
- орден Вітчизняної війни І ст. (1.02.1945)
- медалі
- Почесна грамота Президії Верховної Ради Української РСР